# Zeilenform
Als Zeilenform bezeichnet man eine Form des Schriftsatzes, in welcher der Zeilenumbruch des Mengentextes nicht automatisch, sondern stets manuell nach inhaltlich-gestalterischen Gesichtspunkten erfolgt. Vor allem Gedichte und Liedtexte setzt man in Zeilenform.

## Unterschied zu Fließtext
Im Fließtext-Schriftsatz „fließt“ der Mengentext von einer gefüllten Zeile in die nächste, der Zeilenumbruch ergibt sich aus der zur Verfügung stehenden Satzspiegelbreite und nicht aus inhaltlich-gestalterischen Gesichtspunkten; bei Bedarf erfolgt eine Worttrennung am Zeilenende.
In Zeilenform hingegen erscheinen z. B. Gedichtzeilen, Liedverse, Titelzeilen oder Überschriften, die nicht auf die maximale Breite gesetzt, sondern vorher manuell (nicht automatisch) umbrochen werden:
Beispiel für eine besonders lange Überschrift, die mehrzei-
lig angeordnet werden muss.
Beispiel für eine besonders lange Überschrift,<man. Umbruch>
die mehrzeilig angeordnet werden muss.